# JR九州グループホテル
JR九州グループホテル（ジェイアールきゅうしゅうグループホテル）は九州旅客鉄道（JR九州）本社および子会社が運営するチェーンの総称である。
ここでは、かつて九州旅客鉄道（JR九州）グループのホテル運営会社を管理していた九州旅客鉄道（JR九州）の中間持株会社であったJR九州ホテルズアンドリゾーツホールディングス株式会社（ジェイアールきゅうしゅうホテルズアンドリゾーツホールディングス）及びJR九州ホテルマネジメントを中心に運営会社が合併して2024年10月に発足したJR九州ホテルズアンドリゾーツ株式会社（ジェイアールきゅうしゅうホテルズアンドリゾーツ）についても解説する。

## JR九州グループホテル
特記が無いホテルはJR九州ホテルズアンドリゾーツ株式会社運営。また、ホテル名の後に□が付くホテルはJRホテルメンバーズ対象外。

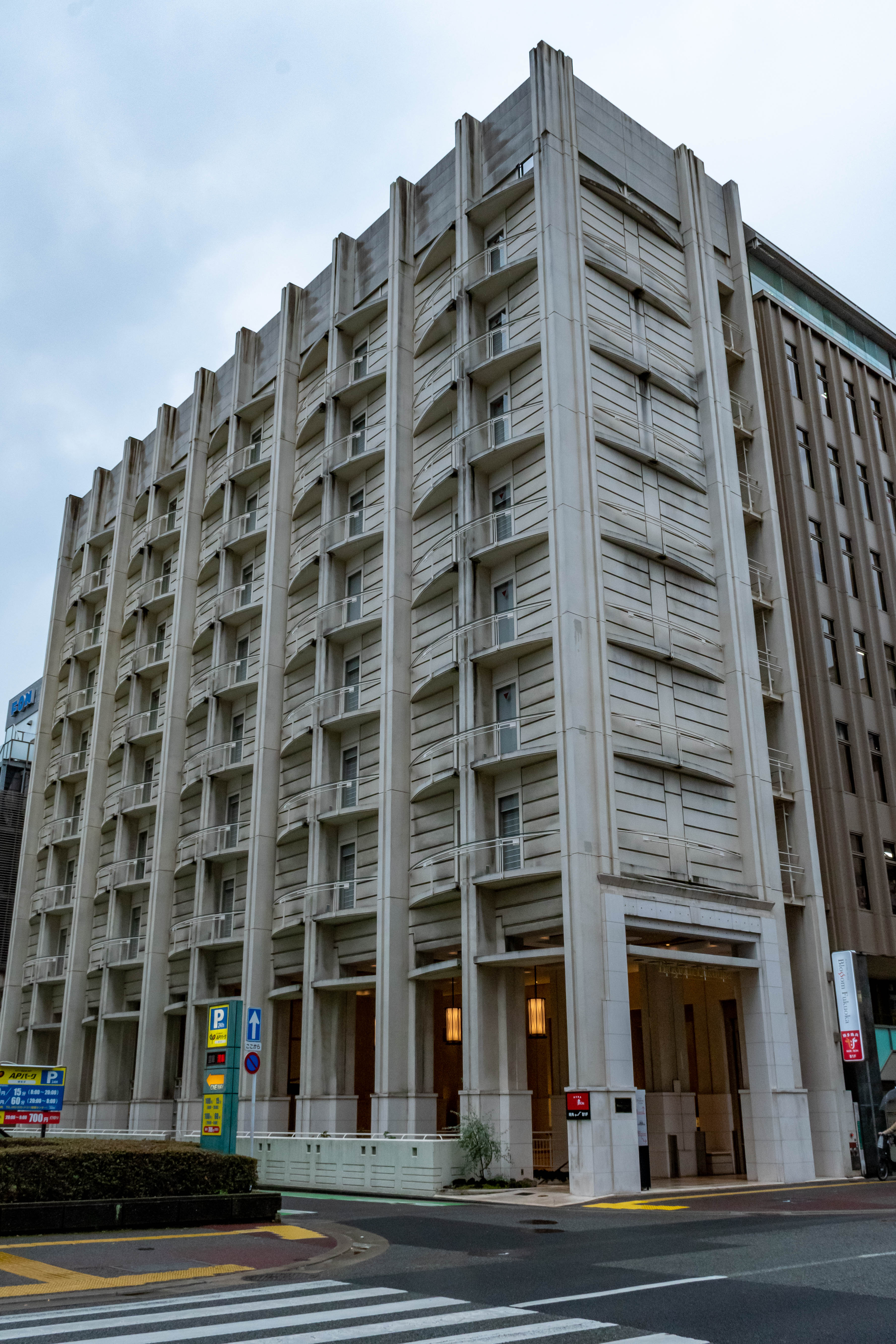
JR九州ホテルブラッサム福岡

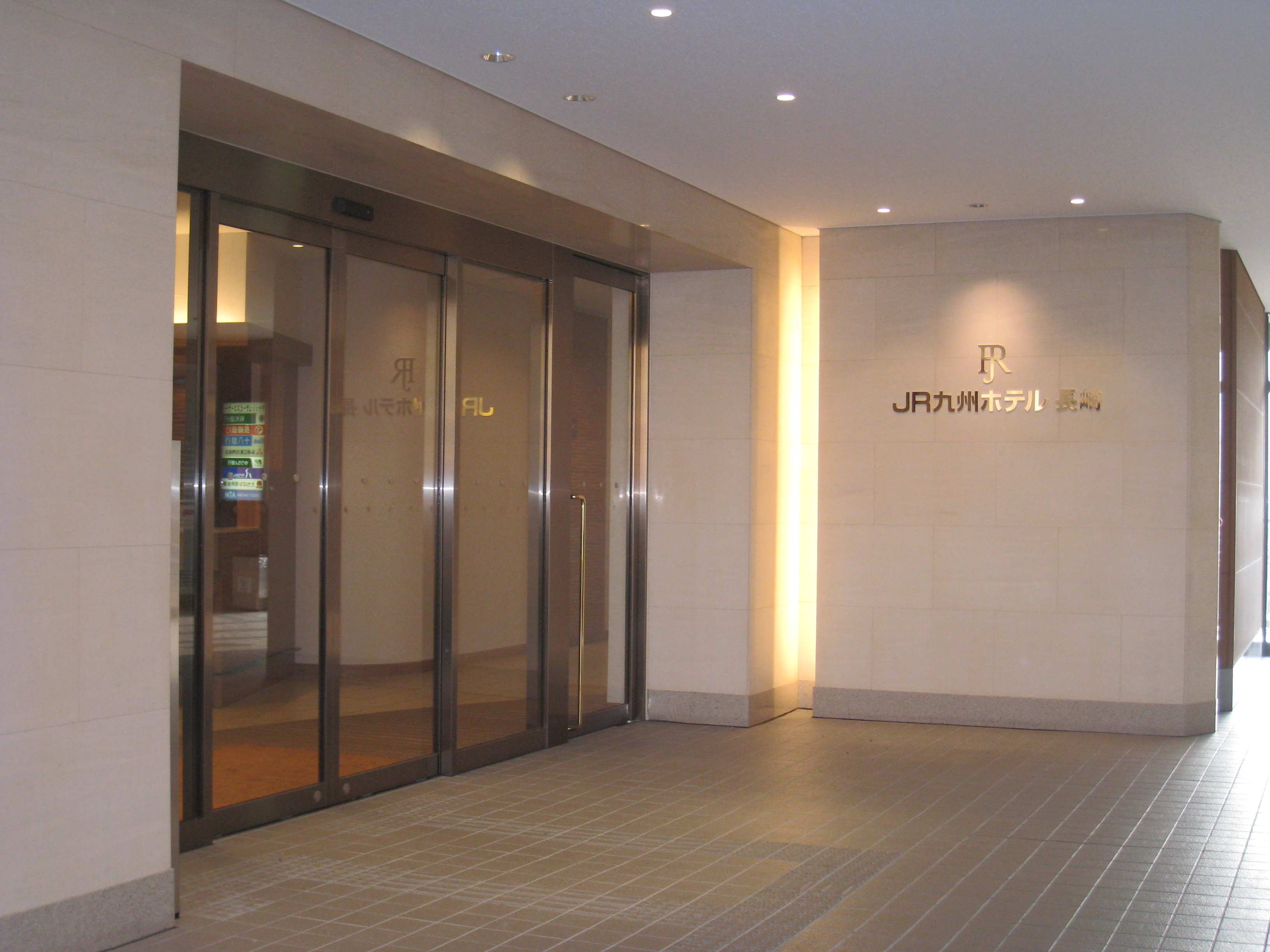
JR九州ホテル長崎

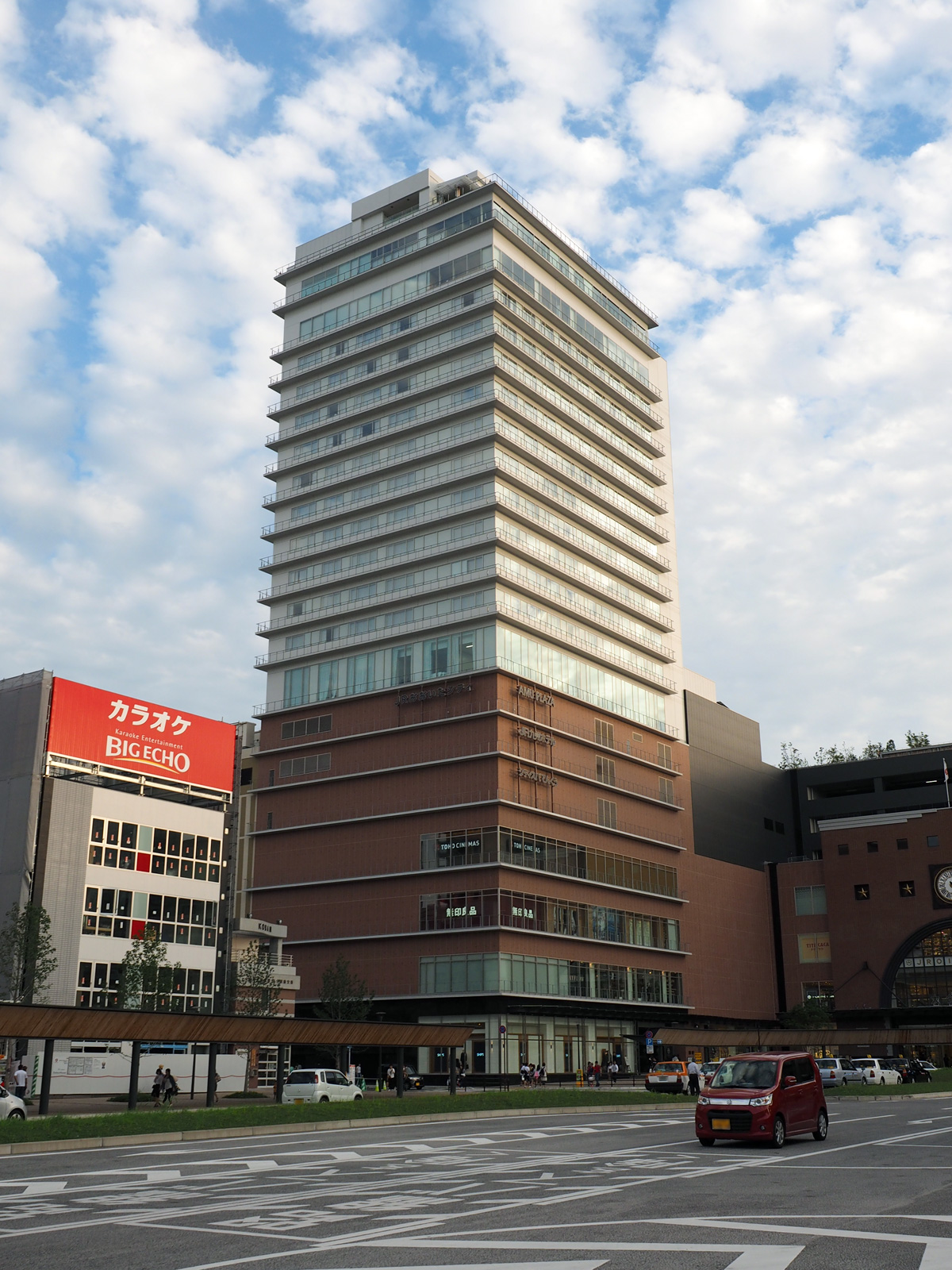
JR九州ホテル ブラッサム大分

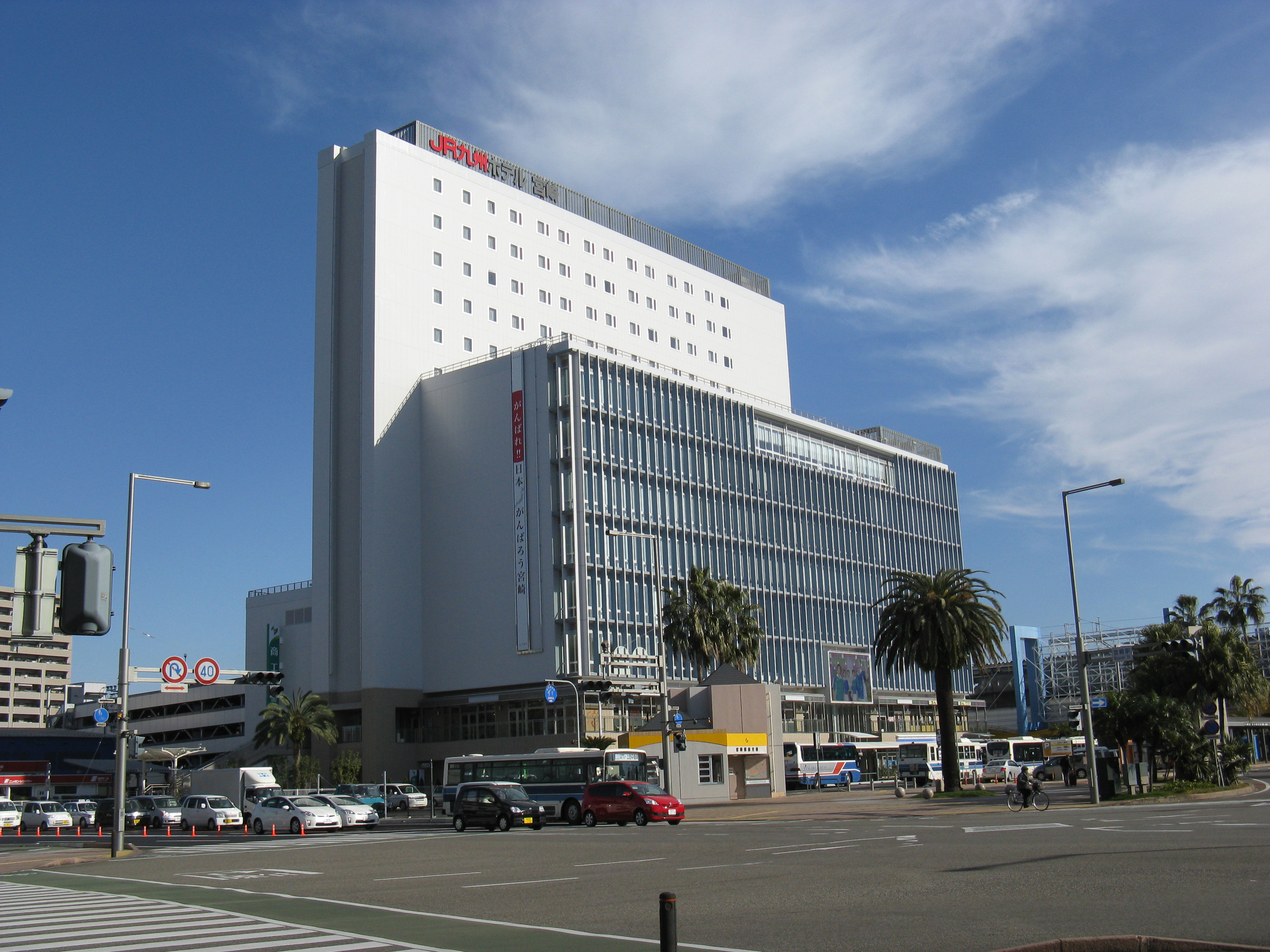
JR九州ホテル宮崎

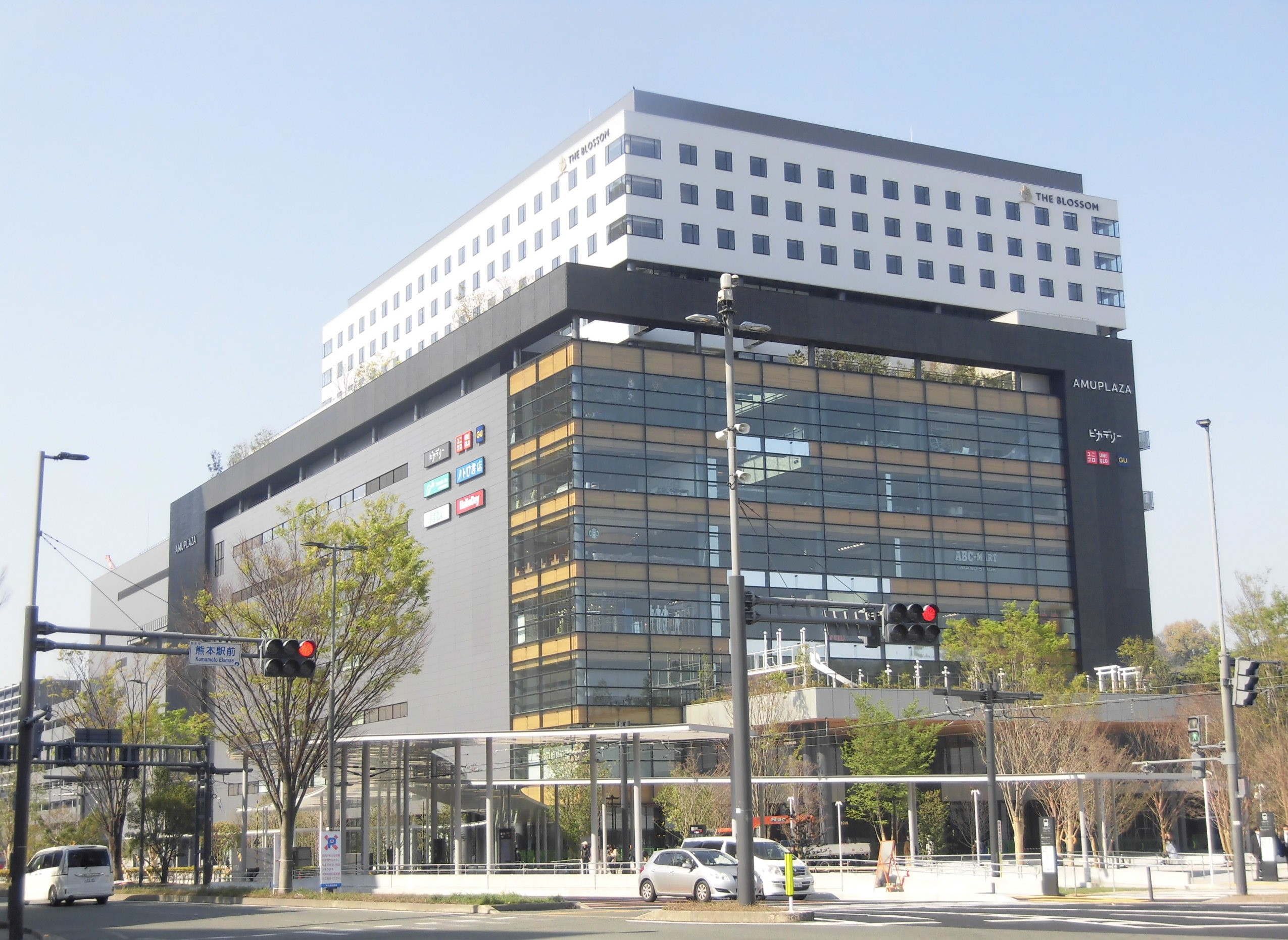
THE BLOSSOM KUMAMOTO

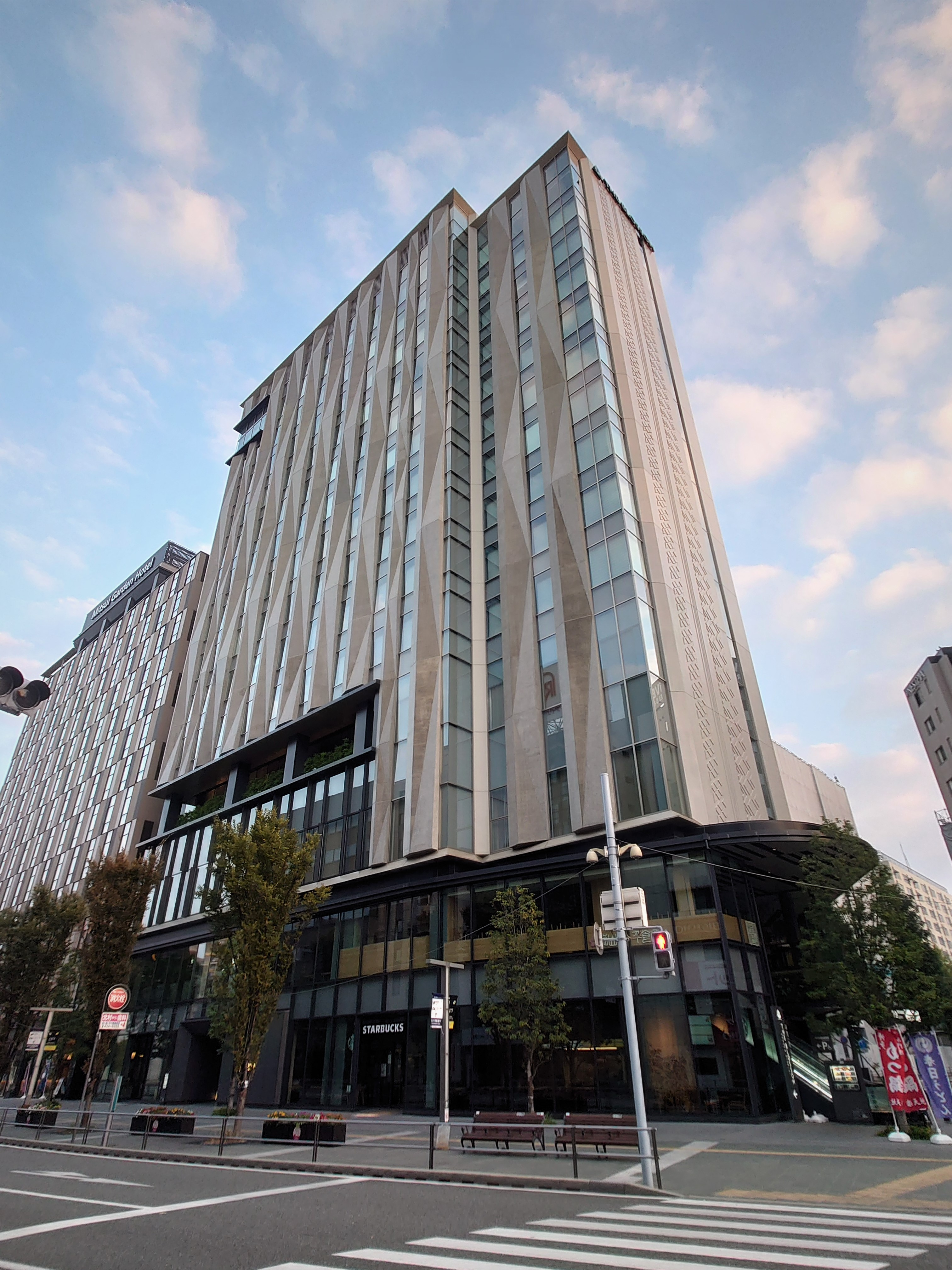
THE BLOSSOM HAKATA Premier

旧：JR九州ホテルズ株式会社運営（JR九州ホテルグループ、2013年4月1日に旧社名：ジェイアール九州都市開発株式会社から改名。）
ビジネスホテルが主体だが、新たに展開し始めた「ブラッサム」ブランドは、プレミアムクラスの宿泊主体型ホテルという位置づけで、ツインルーム主体の構成となっている。2014年8月1日からは、JR東日本ホテルズのメンバーズカードであるEASTYLE MEMBERSに加入している。2017年7月1日に、新たにジェイアール東海ホテルズが運営するアソシアホテルズ&リゾーツ加盟の各ホテルが加入することになったため、6月13日に名称を「JRホテルメンバーズ」へと変更した。2018年6月からJR西日本ホテルズ（ジェイアール西日本ホテル開発）が運営するグランヴィアブランド・ヴィスキオブランド・奈良ホテルが新たにメンバーホテルとして加入した。
「THE BLOSSOM（ザ・ブラッサム）」はブラッサムの上位ブランド。
- JR九州ホテルブラッサム福岡（旧 JR九州ホテル福岡 ← 旧 ホテルブラッサム福岡）（福岡市博多区、博多駅前）
  - 部屋数：90室
  - 開業日：1992年12月1日
- JR九州ホテル長崎（長崎市、長崎駅駅ビル内）
  - 部屋数：144室
  - 開業日：2000年9月22日
- JR九州ホテルブラッサム大分（大分市、大分駅駅ビル「JRおおいたシティ」内）[4]
  - 部屋数：190室
  - 施設構成：ロビー・フロント・レストラン（8階）、客室（9階～18階）
  - 開業日：2015年4月23日
- JR九州ホテル宮崎（宮崎市、宮崎駅西口前ビル「KITEN」内）
  - 部屋数：141室
  - 施設構成：ロビー・フロント・レストラン（8階）、客室（9階〜14階）
  - 開業日：2011年11月3日
- JR九州ホテル鹿児島（鹿児島市、鹿児島中央駅となり）
  - 部屋数：南館 113室、北館 135室、計 248室
  - 開業日：南館:2001年8月1日[5]、北館:2010年3月19日
- JR九州ホテル ブラッサム博多中央（福岡市博多区、博多駅博多口側（福岡センタービル裏）[6][7]）
  - 部屋数：247室
  - 開業日：2013年4月8日
- JR九州ホテル ブラッサム新宿（東京都渋谷区）[8]
  - 部屋数：240室
  - 開業日：2014年8月8日
- 別府温泉 竹と椿のお宿「花べっぷ」（旧 JR九州の宿 べっぷ荘）（別府市）
  - 部屋数：30室
  - 新装開業日：2012年4月27日
  - 「JR九州の宿 べっぷ荘」を2012年4月27日に全面リニューアルし、現名称に変更。かつては分鉄開発株式会社が運営していたが、2017年4月1日にJR九州フードサービスに合併し解散したため、当社運営に変更になった。2018年4月2日からはJRホテルメンバーズ対象ホテルになっている[3]。
- JR九州ホテル ブラッサム那覇（沖縄県那覇市）
  - 開業日：2017年6月24日
  - 部屋数：218室
  - 土地と建物はオリオンビールが所有[9]。
- THE BLOSSOM HIBIYA
  - 開業日：2019年8月20日
  - 部屋数：255室
  - 最上位ブランドとなる「THE BLOSSOM」ブランド一号店[10]。
- THE BLOSSOM HAKATA Premier
  - 開業日：2019年9月25日
  - 部屋数：238室
  - 「THE BLOSSOM」ブランド二号店[10]。
- THE BLOSSOM KUMAMOTO
  - 開業日：2021年4月23日
  - 部屋数：203室
  - 「THE BLOSSOM」ブランド三号店[11]。
- THE BLOSSOM KYOTO（ザ・ブラッサム京都）[12][13][14]
  - 開業日：2022年8月26日
  - 部屋数:：180室
  - 「THE BLOSSOM」ブランド四号店、グループホテルとして関西地区初出店となる。

旧：JR九州ホテルマネジメント株式会社運営
- 嬉野八十八□
  - 開業日：2023年10月1日
  - 部屋数:36室
- 長崎マリオットホテル□
  - 開業日：2024年1月16日
  - 部屋数:207室
  - 九州内では初となるマリオット・インターナショナルのマリオットブランドを冠したホテル。

旧：JR九州ステーションホテル小倉株式会社運営
- JR九州ステーションホテル小倉（北九州市小倉北区、小倉駅駅ビル内）
  - 部屋数：294室
  - 開業日：1998年4月27日
  - 2018年12月9日まではステーションホテル小倉。2019年4月1日に小倉ステーションビルのホテル運営部門を2018年12月26日に設立されたJR九州ステーションホテル小倉株式会社へ吸収分割した（小倉ステーションビルは同日を以て株式会社JR小倉シティと名称変更）[15]。

旧：JR九州ハウステンボスホテル株式会社運営
- ホテルオークラJRハウステンボス（佐世保市、ハウステンボス、旧ハウステンボスジェイアール全日空ホテル）（ホテルオークラのフランチャイズ）
  - 2012年3月31日を持ってIHG・ANA・ホテルズグループジャパンとの契約を終了、翌4月1日より名称変更と同時にホテルオークラのオークラホテルズ&リゾーツに加盟した。[16]
  - 部屋数：320室
  - 開業日：1995年6月1日（ハウステンボスジェイアール全日空ホテルとして）

（職員の保養施設）
- つくし荘（博多区）

### 新規開業予定
（2024年10月現在無し）

### 過去の運営施設
- JR九州ホテル熊本（熊本市西区、熊本駅となり）
  - 部屋数：150室
  - 開業日：2004年3月9日
  - 熊本駅の再開発に伴い、2019年2月20日で閉館。跡地建て替え後のアミュプラザくまもと内に前述の「THE BLOSSOM KUMAMOTO」として再出店。
- JRホテル屋久島（鹿児島県熊毛郡屋久島町）
  - 部屋数：46室
  - 開業日：2005年10月1日
  - 2023年5月1日営業終了。現在は「ホテル屋久島」→「samana hotel Yakushima」。
- JR九州ホテル小倉（北九州市小倉北区、小倉駅新幹線口）
  - 部屋数：187室[17]
  - 開業日：2007年9月30日[17]
  - 2023年3月31日営業終了。現在は「クインテッサホテル小倉Comic&Books」。

## JR九州ホテルズアンドリゾーツホールディングス
JR九州ホテルズアンドリゾーツホールディングス株式会社（ジェイアールきゅうしゅうホテルズアンドリゾーツホールディングス）は、かつて、九州旅客鉄道（JR九州）グループのホテル運営会社を管理していた九州旅客鉄道（JR九州）の中間持株会社。

### 概要

#### 中間持株会社設立の背景
2018年12月25日、九州旅客鉄道は取締役会において、駅ビル事業およびホテル事業に関して、共同株式移転による中間持株会社の新規設立を決議したことを発表した。JR九州では駅ビル事業およびホテル事業について、鉄道に並ぶ基幹事業として順調に業務を拡大していたが、少子高齢化のトレンドに加え、駅ビル事業においてEコマースの急成長による競争激化やテナント出店意欲の減退、ホテル事業において競合の乱立や人手不足の常態化など、急速に厳しさを増している背景がある、としている。このような状況に対応するため、駅ビル事業及びホテル事業の経営体制を見直し、より機動的かつ柔軟な意思決定と業務執行を可能とすべく、両事業において中間持株会社の設立を核としたグループ再編を実施した。

#### 実施内容
「JR九州グループホテル」と呼称されてきた3社のホテル事業を管理する中間持株会社設立のために以下の再編が行われた。
- 小倉ターミナルビルの事業分割
  - 駅ビル事業とホテル事業を兼任する小倉ターミナルビルを事業別に会社分割を実施。
    - 2018年12月26日、九州旅客鉄道本社のの100%連結子会社として「JR九州ステーションホテル小倉」を設立
    - 2019年4月1日、小倉ターミナルビルを吸収分割会社、JR九州ステーションホテル小倉を吸収分割承継会社として吸収分割を実施し、前者のホテル事業を後者へ移管。（駅ビル事業のみとなった小倉ターミナルビルを同日、JR小倉シティに改称）
- 中間持株会社の設立
  - 2019年4月1日に、ホテル三社（JR九州ステーションホテル小倉株式会社を含む） の実施する共同株式移転により「JR九州ホテルズアンドリゾーツホールディングス」を設立

なお、JR九州グループのおおやま夢工房が所有する宿泊施設についてはホールディングスおよびJRホテルグループに属さず、引き続き本社直轄で管理された。
しかしながら、新型コロナウイルス感染症の世界的流行による外部環境の急速な変化を受けて、より 効率的かつ機動的な事業運営体制に移行するために、中間持株会社としての事業を2021年3月31日をもって終了・清算することを決定した。ホテルグループの管理業務、新規案件の検討等はJR九州本体へ、ホテルグループの営業施策、インバウンド戦略、人事施策等は各事業会社へ、それぞれ引き継ぐ方針となり、従前の体制に帰した。

## JR九州ホテルズアンドリゾーツ
JR九州ホテルズアンドリゾーツ株式会社（ジェイアールきゅうしゅうホテルズアンドリゾーツ）は、九州旅客鉄道（JR九州）グループのホテル運営会社を管理する九州旅客鉄道（JR九州）の完全子会社。
2023年11月29日に、2024年10月にJR九州ホテルズ、JR九州ホテルマネジメント、JR九州ステーションホテル小倉、JR九州ハウステンボスホテルの4社を合併する予定を発表した。存続会社はJR九州ホテルマネジメントで、これによってラグジュアリーホテルから宿泊主体型、旅館まで総合的なJR九州直下のホテル運営会社となる。会社名は2024年7月に発表され、「JR九州ホテルズアンドリゾーツ株式会社」となることが発表された。2024年10月1日に予定通り合併と社名変更が行われた。

### 歴史
- 2023年
  - 1月23日 - JR九州ホテルマネジメント株式会社として設立。
  - 10月1日 - 嬉野八十八（やどや）開業。
  - 11月29日 - 当社、JR九州ホテルズ、JR九州ステーションホテル小倉、JR九州ハウステンボスホテルの4社を合併する予定を発表。この時点では新会社名は未定。
- 2024年
  - 1月16日 - 長崎マリオットホテル開業。
  - 7月24日 - 合併会社名をJR九州ホテルズアンドリゾーツとすることを決定。
  - 10月1日 - 前述の合併及び社名変更が行われた。